# مرد میمونی (فیلم)
مرد میمونی یا مانکی من (به انگلیسی: Monkey Man) یک فیلم اکشن و دلهره‌آور آمریکایی محصول ۲۰۲۴ به کارگردانی دو پتل است. در این فیلم دو پتل، شارلتو کوپلی و سوبهیتا دولیپالا ایفای نقش می‌کنند.
مرد میمونی نخستین بار در ۱۱ مارس ۲۰۲۴ در جنوب از جنوب غربی به نمایش درآمد و در ۵ آوریل ۲۰۲۴ توسط یونیورسال پیکچرز در ایالات متحده و کانادا اکران شد. این فیلم نقدهای عموماً مثبتی از منتقدان دریافت کرد.

## داستان
یک جنایتکار سابق که به تازگی آزاد شده و در هند زندگی می‌کند، در تلاش است تا خود را با دنیایی از حرص و طمع که ارزش‌های معنوی در حال فرسایش هست سازگار کند.

## تولید
در ۲۹ اکتبر ۲۰۱۸، گزارش شد که دو پتل اولین کارگردانی خود را با یک فیلم اکشن و دلهره‌آور با عنوان مانکی من انجام خواهد داد. در ۱۲ مارس ۲۰۲۱، اعلام شد که فیلمبرداری به پایان رسیده است و نتفلیکس حقوق جهانی این فیلم را خریداری کرده است که به عنوان «جان ویک در بمبئی» توصیف شده است.
این فیلم شامل رقص مبارزه توسط براهیم چاب، بازیگر اکشن و طراح مبارزه است که با جکی چان، اسکات ادکینز، دانی ین، ژان-کلود ون دام و اخیراً با نیکلاس تسه همکاری داشته است.